# 帕拉讷
帕拉讷（法語：Pallanne，法語發音：[palan]）是法国热尔省的一个市镇，属于米朗德区。

## 地理
帕拉讷（43°30'23"N, 0°15'0"E）面积5.18 平方千米，位于法国奧克西塔尼大區热尔省，该省份为法国西南部内陆省份，北起顺时针与洛特-加龙省、塔恩-加龙省、上加龙省、上比利牛斯省、大西洋比利牛斯省和朗德省接壤。
与帕拉讷接壤的市镇（或旧市镇、城区）包括：巴尔、拉斯、马尔塞扬、蒙勒赞、圣克里斯托、蒂亚克。

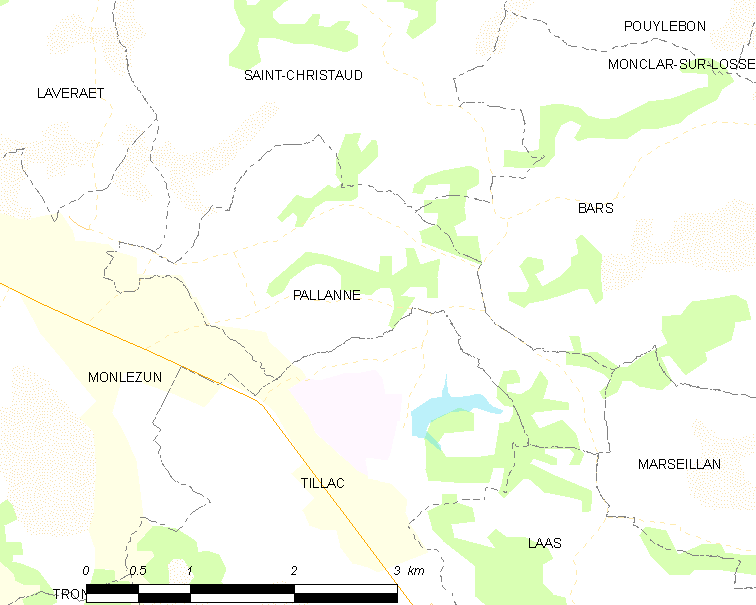
帕拉讷的OSM定位图

帕拉讷的时区为UTC+01:00、UTC+02:00（夏令时）。

## 行政
帕拉讷的邮政编码为32230，INSEE市镇编码为32303。

## 政治
帕拉讷所属的省级选区为帕尔迪亚克-下河县。

## 人口

1962-2008年间帕拉讷人口变化图示

帕拉讷于2022年1月1日时的人口数量为62人。